# Беш-Кемпир
Беш-Кемпир (кирг. Беш-Кемпир) — село в Кара-Кульджинском районе Ошской области Кыргызстана. Входит в состав Чалминского айылного аймака.

## География
Село расположено в северной части области, на левом берегу реки Буйга (левый приток реки Тар), на расстоянии приблизительно 20 километров (по прямой) к юго-востоку от села Кара-Кульджа, административного центра района.

## История
Населённый пункт получил статус села 21 апреля 2020 года.

## Население
Согласно оценочным данным Национального статистического комитета Кыргызской Республики, численность населения села на начало 2023 года составляла 652 человека.
| год     | 2021 | 2023 |
| ------- | ---- | ---- |
| человек | 634  | 652  |